# Акбиев, Махмут Акбиевич
Махмут Акбиевич Акбиев (25 сентября 1930, пос. Атасу, Жанааркинский район, Карагандинская область — 3 февраля 2022, Алма-Ата, Казахстан) — советский инженер-металлург, доктор технических наук, заслуженный изобретатель Казахской ССР (1977), лауреат Государственной премии СССР.

## Биография
Окончил Московский институт стали и сплавов (1952).
Помощник мастера, мастер мартеновской печи, заместитель начальника цеха, секретарь парткома (1958) Карагандинского металлургического комбината, 2-й секретарь Темиртауского горкома КПСС, с 1964 года начальник сталеплавильного цеха, начальник отделов техники и производства, начальник конвертерного цеха, главный инженер и директор комбината (декабрь 1980 — апрель 1987). Его преемником на посту директора стал Олег Сосковец.
С 1987 г. работал в Алма-Ате, возглавлял «Казвторчермет» — сначала государственное предприятие, затем акционерное общество, имевшее филиалы по всему Казахстану. В 1996 г. защитил диссертацию доктора технических наук на тему «Разработка и внедрение технологии комплексного передела фосфористого чугуна в большегрузных кислородных конвертерах».

## Награды
- Лауреат Государственной премии Казахской ССР (1980).
- Лауреат Государственной премии СССР (1984).
- Награждён орденом Октябрьской революции[4].
- Награждён орденом «Парасат» (2010).[5]

## Семья
Сын — Акбиев Жанат Махмудович, предприниматель.

## Память
В городе Темиртау, в доме, где жил Акбиев, была установлена мемориальная доска.